# Jean Gbadi
 Jean Gbadi Karume , né à Bafwabaka le 12 décembre 1959, est un homme politique de la République démocratique du Congo et député national, élu de la circonscription de Wamba dans la province du Haut-Uele,,,.

## Biographie
Jean Gbadi Karume est né à Bafwabaka le 12 décembre 1959, élu député national dans la circonscription électorale de Wamba dans la province du Haut-Uele, il est membre du groupement politique AAB.

## Parcours politique
Chef Coutumiers Babudu